# 星火 (江西杂志)
《星火》是中华人民共和国江西省省级双月刊文学杂志。由江西省文学艺术界联合会主管主办。

## 历史
1950年4月（一说6月），由江西省文联筹委会主办的《江西文艺》在南昌市创刊。它定性为群众性、地方性的通俗文艺综合刊物。1956年8月停刊。1957年1月，江西省文联主办的《星火》创刊，同年秋由郭沫若题写刊名。1966年6月文化大革命开始后停刊。1973年9月复刊，刊名《江西文艺》，为双月刊。1979年1月，又改名为《星火》，恢复月刊，16开本，先为五印张80页，后改为四印张64页。
2020年，星火杂志社举办创刊70周年系列活动，包括环江西文学火种传递活动、文学微电影《海是无数孤独的水》的拍摄和媒体发布、星火驿站读者恳谈会等。